# Rouville (regionalna gmina hrabstwa)
Rouville – regionalna gmina hrabstwa (MRC) w regionie administracyjnym Montérégie prowincji Quebec, w Kanadzie. Stolicą jest miasto Marieville. Składa się z 8 gmin: 3 miast, 3 gmin i 2 parafii.
Rouville ma 35 690 mieszkańców. Język francuski jest językiem ojczystym dla 96,8%, angielski dla 1,9% mieszkańców (2011).